# ملعب فرنسا
ملعب فرنسا أو ستاد دو فرانس (
تنطق بالفرنسية: [stad də fʁɑ̃s]
) هو الملعب الوطني لفرنسا ويقع في ضواحي باريس وبالضبط في سان دوني. تبلغ سعته 81338 مقعد وهو بذلك خامس أكبر ملعب أوروبي ويستضيف اللقاءات الدولية لكلا المنتخبين الفرنسيين لكرة القدم ولاتحاد الرغبي. احتضن الملعب في 12 يوليوز 1998 مباراة نهائي كأس العالم 98 حين هزم منتخب فرنسا منتخب البرازيل بحصة ثلاثة لصفر، وتصنفه اليويفا كملعب خمسة نجوم، كما احتضن كذلك مباريات كأس العالم 98 وكأس العالم لألعاب القوى 2003 وكأس العالم للرجبي 2007 ليصبح الملعب الوحيد في العالم الذي أقيمت على أرضه مبارتا نهاية كأس العالم للرجبي وكرة القدم. في السابق أقيم سباق الأبطال، حدث سنوي للرياضات الميكانيكية، في نسخات 2004 و 2005 و 2006 في الملعب قبل أن ينقل الحدث إلى ملعب ويمبلي في لندن و أقيم فيه نهائي دوري أبطال أوروبا 2022
على المستوى الداخلي، يلعب نادي ستاد الفرنسي، أهم أندية الرجبي بباريس، بعض اللقاءات في الملعب كما يحتضن كذلك مباريات نهاية كأس فرنسا (للرجبي وكرة القدم) ونهاية كأس الدوري الفرنسي ونهاية تحدي فرنسا ونهاية كأس غامبارديلا وبطولة أحسن 14 في اتحاد الرجبي. كما أقيمت مباراتا نهاية نهائي دوري أبطال أوروبا لعامي 2000 و2006|2022 وعدة أحداث رياضية وحفلات موسيقية في ملعب فرنسا.
في نوفمبر من عام 2015 تعرض ملعب لدوي انفجار قوي خلال مباراة جمعت بين منتخبين فرنسا وألمانيا وذلك استعدادا لخوض بطولة أمم أوروبا 2016 وبحضور الرئيس الفرنسي فرانسوا هولاند وعدد من شخصيات المهمة لقي 4 أشخاص حتفهم بينما اصيب المئات وبسرعة تم حماية الرئيس هولاند وخروجه من إحدى البوابات الطوارئ وتم تأجيل المباراة إلى وقت لاحق وقد اعلق تنظيم الدولة الإسلامية مسؤوليته عن انفجار ملعب وهو انفجار ضمن هجمات باريس 2015